# Nationalpark Mont Péko
Der Nationalpark Mont Péko (französisch Parc national du Mont Péko) im Westen der Elfenbeinküste ist ein landschaftlich schönes Gebiet von 340 km² Größe, das auf 40 bis 1000 m Höhe über dem Meeresspiegel liegt. Die höchste Erhebung ist der Mont Péko, von dem der Park seinen Namen hat.
Der Nationalpark liegt in der Ökoregion des guineischen Regenwaldes. Zwischen Mai und Oktober fällt hier 1700 mm Regen. Der Sassandrafluss mit seinen Nebenarmen hält ganzjährig Wasser für die Tiere bereit.
Im Mont-Péko-Nationalpark leben hauptsächlich Büffel, Flusspferde, einige Affenarten, unter ihnen Schimpansen, und Waldducker. Es wurden auch Pel-Dornschwanzhörnchen und Schwarzducker gesichtet. 1998 wurde ein Bestand an Weißhals-Stelzenkrähen (Picathartes gymnocephalus) entdeckt. Außerdem gibt es hier Leoparden, Krokodile sowie verschiedene Vögel, wie den von der IUCN als gefährdet eingestuften Melaenornis annamarulae, möglicherweise den ebenfalls gefährdeten Criniger olivaceus und den Senegalliest. Viele Exemplare des Riedfrosches Kassina schioetzi wurden in der nördlichen Regenwaldzone des Parks gefunden, darüber hinaus kommt Kassina arboricola im Park vor.
Besucher können in den Hotels in Abidjan oder dem ein paar Kilometer entfernten Douékoué übernachten und über die asphaltierte Straße zwischen den Städten zum Nationalpark gelangen.
Verantwortlich für die Schutzgebiete der Elfenbeinküste ist das Ministerium für Gewässer und Wälder (englisch Ministry of Water and Forests, französisch Ministère des Eaux et Forêts).